# 旭国際テクネイオン
旭国際テクネイオン株式会社（あさひこくさいテクネイオン）は、東京都新宿区に本社を置き、石油精製・石油化学・発電・医薬品・食品・半導体産業における計装工事、計装メンテナンス、真空チャンバー、半導体製造装置、精密板金等の総合ソリューションを提供しているBtoB取引をメインとした企業である。

## 沿革
- 1948年（昭和23年）- 旭興産株式会社を設立。
- 1956年（昭和31年）
  - 旭興産の計器整備部門を分離独立。
  - 西日本計器修理株式会社設立（現・旭テクネイオン）。
- 1962年（昭和37年）
  - 旭興産の計装部門を分離独立。
  - 国際計装工事株式会社を設立（現・国際計装）。
- 1975年（昭和50年）- 計装盤、制御盤他の製作増強のため、熊本工場を新設（現在の精密板金工場）。
- 1990年（平成2年）- 北九州市門司区に新門司工場を新設（現在の科学機器工場）。
- 1996年（平成8年）
  - 旭テクネイオン 九州事業所、ISO9001認証取得。
  - 国際計装が、海外プラント電気・計装設備設計、資機材調達、工事施工に対して、ISO9001認証取得。
- 1997年（平成9年）- 北九州市門司区に真空機器工場を新設。
- 1998年（平成10年）- 北九州市小倉南区に加工センターを開設。
- 2003年（平成15年）- 旭興産グループとしてISO14001認証取得。
- 2005年（平成17年）- 旭興産グループとしてISO9001認証取得。
- 2006年（平成18年）- 千葉県袖ケ浦市にソリューションセンターを開設。
- 2007年（平成19年）- 旭国際テクネイオン株式会社を設立。旭興産グループ（本社地区）としてISO27001認証取得。
- 2008年（平成20年）- 旭テクネイオンのテクニカルサービス部門・機器製作部門・機器サービス部門と国際計装株式会社、計装工事部門・精密機器部門を事業統合し、旭国際テクネイオン株式会社として業務開始。
- 2010年（平成22年）-  大阪府堺市に関西ソリューションセンターを開設。
- 2012年（平成24年）- 新潟県上越市に上越出張所を開設。
- 2016年（平成28年）- 旭エレクトロニクス株式会社 エンジニアリング事業部門を吸収統合
- 2022年（令和4年）- 北九州市に半導体製造装置工場を拡張建設[1]。

## 所在地
- 仙台出張所 - 宮城県宮城郡利府町しらかし台6-14-6
- 鹿島事業所 - 茨城県神栖市知手247-1
- 京葉事業所 - 千葉県袖ケ浦市椎の森385-3
- 京浜事業所 - 神奈川県川崎市川崎区日ノ出2-13-19
- 静岡出張所 - 静岡県富士市五貫島1050
- 上越出張所 - 新潟県上越市大字松村新田28-2
- 中部事業所 - 三重県四日市市曙町6-20
- 関西事業所 - 大阪府堺市堺区匠町17-1
- 姫路出張所 - 兵庫県姫路市北条梅原15
- 中国事業所 - 岡山県倉敷市中畝8-2-30
- 四国出張所 - 愛媛県新居浜市若水町1-2-24
- 九州山口事業所 - 福岡県北九州市小倉南区新曽根11-15
- 宇部出張所 - 山口県宇部市東須恵新開3646-2
- 大分出張所 - 大分県大分市大字小池原字又井1256-1
- 関東ソリューションセンター - 千葉県袖ケ浦市椎の森385-3
- 関西ソリューションセンター - 大阪府堺市堺区匠町17-1

物づくり拠点
- 科学機器工場 - 福岡県北九州市門司区新門司北1-3-8
- 真空機器工場 - 福岡県北九州市門司区新門司北1-3-8
- 加工センター - 福岡県北九州市小倉南区新曽根10-21
- 精密板金工場 - 熊本県宇城市豊野町山崎616-1